# Longeville-lès-Saint-Avold
Longeville-lès-Saint-Avold è un comune francese di 3 859 abitanti situato nel dipartimento della Mosella nella regione del Grand Est.

## Società

### Evoluzione demografica
Abitanti censiti